# Jovanovići
Jovanovići este un sat din comuna Danilovgrad, Muntenegru. Conform datelor de la recensământul din 2003, localitatea are 53 de locuitori (la recensământul din 1991 erau 47 de locuitori).

## Demografie
În satul Jovanovići locuiesc 42 de persoane adulte, iar vârsta medie a populației este de 44,5 de ani (43,5 la bărbați și 45,3 la femei). În localitate sunt 20 de gospodării, iar numărul mediu de membri în gospodărie este de 2,65.
Populația localității este foarte eterogenă.
|  |

| Demografie | Demografie | Demografie |
| An         | Locuitori  | Locuitori  |
| ---------- | ---------- | ---------- |
|            |            |            |
|            |            |            |
|            |            |            |
|            |            |            |
| 1948       | 91         |            |
| 1953       | 80         |            |
| 1961       | 86         |            |
| 1971       | 70         |            |
| 1981       | 27         |            |
| 1991       | 47         | 47         |
| 2003       | 53         | 53         |

| \| Componența etnică conform recensământului din 2003[2] \| Componența etnică conform recensământului din 2003[2] \| Componența etnică conform recensământului din 2003[2] \| Componența etnică conform recensământului din 2003[2] \| Componența etnică conform recensământului din 2003[2] \| \| ----------------------------------------------------- \| ----------------------------------------------------- \| ----------------------------------------------------- \| ----------------------------------------------------- \| ----------------------------------------------------- \| \| \| \| \| \| \| \| Muntenegreni \| Muntenegreni \| \| 33 \| 62,26% \| \| Sârbi \| Sârbi \| \| 4 \| 7,54% \| \| Iugoslavi \| Iugoslavi \| \| 2 \| 3,77% \| \| necunoscută \| necunoscută \| \| 14 \| 26,41% \| |              |  |    |        |
| Componența etnică conform recensământului din 2003 |              |  |    |        |
| |              |  |    |        |
| Muntenegreni | Muntenegreni |  | 33 | 62,26% |
| Sârbi | Sârbi        |  | 4  | 7,54%  |
| Iugoslavi | Iugoslavi    |  | 2  | 3,77%  |
| necunoscută | necunoscută  |  | 14 | 26,41% |